# 雷尼耶-埃斯里
雷尼耶-埃斯里（法語：Reignier-Ésery，法語發音：[ʁɛɲe ezʁi]）是法国上萨瓦省的一个市镇，位于该省中北部，属于圣于连昂热讷瓦区。该市镇于1973年由原市镇雷尼耶（Reignier）和埃斯里（Ésery）合并而成。

## 地理
雷尼耶-埃斯里（46°8'4"N, 6°16'6"E）面积25.08 平方千米，位于法国奥弗涅-罗讷-阿尔卑斯大区上萨瓦省，该省份为法国东部省份，历史上为薩伏依的一部分，北与瑞士接壤，西接安省，南至萨瓦省，东与瑞士和意大利接壤。
与雷尼耶-埃斯里接壤的市镇（或旧市镇、城区）包括：阿尔比西尼、阿尔塔-圣母桥村、楠日、佩尔-瑞西。
雷尼耶-埃斯里的时区为UTC+01:00、UTC+02:00（夏令时）。

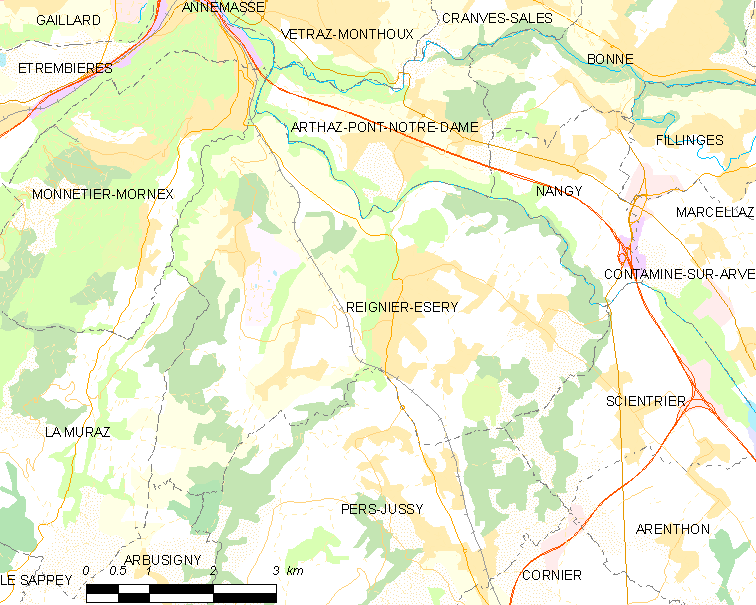
雷尼耶-埃斯里的OSM定位图

## 行政
雷尼耶-埃斯里的邮政编码为74930，INSEE市镇编码为74220。

## 政治
雷尼耶-埃斯里所属的省级选区为福龙河畔拉罗什县。

## 交通
上萨瓦省省道D2线、D48线、D202线和D302线在雷涅埃塞里境内交汇。有省内客运巴士可前往日内瓦、阿讷西和阿讷马斯。

## 人口

1962-2008年间雷尼耶-埃斯里人口变化图示

雷尼耶-埃斯里于2022年1月1日时的人口数量为8112人。